# Филдинг (Квинсленд)
Филдинг (англ. Fielding) — населённый пункт в районе Карпентария, Квинсленд, Австралия. В 2016 году население Филдинга составило 6 человек.

## География
Филдинг находится в северо-западной части Квинсленда. Расстояние до Нормантона (центра района) составляет 150 километров. В 5 км к востоку от населённого пункта протекает река Норман.

## Демография
По данным переписи 2016 года, население Филдинга составляло 6 человек. 100 % населения составляли мужчины. Средний возраст населения — 26 лет.